# Borough
Ne doit pas être confondu avec Borrow.
Pour les articles homonymes, voir Borough (homonymie).
En administration territoriale, un bourg (en anglais : borough,) désigne aujourd'hui une forme de municipalité locale dans certains pays anglophones. Il correspond au burgh en Écosse. Un bourg peut contenir plusieurs villes (town) mais le terme est également utilisé pour désigner les subdivisions d'une grande ville (boroughs de New York, boroughs de Londres). Il correspond alors à l'arrondissement municipal français.

## Origine
Son étymologie n'est pas la même que celle du mot germanique burg ou de l'ancien français « bourg », signifiant à l'origine château en français, évolution du châtel, castle en anglais ou castellum en latin. Mais il y a eu confusion au moins à partir de l'époque moderne, comme l'usage écossais burgh le signale. Le mot bien plus ancien viendrait d'une adaptation saxonne du vieux mot belge, celte continental et surtout de la langue des premiers Bretons de la Britannia, burrh désignant une enceinte défensive, à occupation temporaire par une partie de la population en période de troubles, à la fin de la période de la Tène finale.[Information douteuse]
Le mot a probablement été utilisé pour désigner des quartiers à défense ou sécurité spécifique d'une ville ou cité anglo-saxonne, ou des réunions de cantons ruraux à des fins de défense civile, avant de prendre finalement un usage administratif.

## Canada
Borough est utilisé en anglais pour désigner les arrondissements de Montréal.

## Royaume-Uni
Un bourg est :
- une subdivision d'un comté, certains pouvant porter le titre honorifique de cité (city) ;
- une subdivision du Grand Londres.

## États-Unis
Dans certains États, comme le New Jersey, la Pennsylvanie ou l'État de New York, un borough est une forme de municipalité locale, plus petit qu'une ville et subdivision d'un comté.
La ville de New York a la particularité d'être constituée de cinq boroughs qui sont également des comtés ; cependant ils n'ont aucun pouvoir et ne sont que des divisions géographiques de la ville.
Enfin, en Alaska, un borough est l'équivalent d'un comté.